# Fara v Cetkovicích
Fara v Cetkovicích v okrese Blansko byla postavená v letech 1762 – 1763, posledním opatem kláštera Hradisko v Olomouci Pavlem Ferdinandem Václavíkem jako letní sídlo hradišťských opatů. Nad hlavním vchodem visí kamenný erb opata Václavíka. Jako sídlo sloužilo až do roku 1787, kdy byl klášter Hradisko zrušen. Fara prošla v roce 1973 rozsáhlou rekonstrukcí. Zatím poslední rekonstrukce probíhala v letech 1998 – 1999. Fara je chráněná jako kulturní památka České republiky.